# Салтосарайская
Салтосарайская — деревня в Каргапольском районе Курганской области. Входит в состав Банниковского сельсовета.

## Географическое положение
Деревня расположена у озера Щелковниково, примерно в 58 км от города Кургана.

## История
Первоначальное месторасположение деревни около озера Салтосарайское.
В деревни стоит храм во имя Знамения Пресвятой Богородицы. Каменный храм строили с 1859 по 1865 год взамен сгоревшей деревянной церкви.

## Население
| 1763 | 1782 | 1989 | 2002 | 2010 |
| ---- | ---- | ---- | ---- | ---- |
| 310  | ↘298 | ↘204 | ↘177 | ↘166 |